# Park Narodowy Mburucuyá
Park Narodowy Mburucuyá – park narodowy położony w północno-zachodniej części argentyńskiej prowincji Corrientes. Założony 27 czerwca 2001, pokrywa obszar 176,6 km². Od 2008 BirdLife International uznaje park za ostoję ptaków IBA.

## Warunki naturalne
W krajobrazie Parku Narodowego Mburucuyá występują różnorodne środowiska: bagna, niewielkie zbiorniki wodne, strumienie, obszary zalewowe, lasy i obszary trawiaste. Park obejmuje tereny o wysokości 60–98 m n.p.m., średnia roczna suma opadów wynosi 1200 mm, a temperatura – 22 °C; mogąca latem sięgać ponad 40 °C. Większość wiatrów wieje ze wschodu. W roślinności dominuje Cyperus giganteus. Rosną tu również palmy Butia yatay, eichornie (Eichhornia), w tym eichornia gruboogonkowa (E. crassipes) i Eichornia azurea, Nymphoides indica, salwinie (Salvinia), ludwigie (Ludwigia), wywłóczniki (Myriophyllum), Ricciocarpus, oczeret Schoenoplectus californicus, Pontederia cordata.

## Fauna
Ze ssaków w parku występują m.in. jeleniak bagienny (Blastocerus dichotomus), pampasowiec grzywiasty (Chrysocyon brachyurus), wydrak długoogonowy (Lontra longicaudis), mazama szara (Mazama gouazoupira), wyjec czarny (Alouatta caraya), kapibara wielka (Hydrochaeris hydrochaeris) oraz, w niewielkiej liczebności, tamandua (Tamandua tetradactyla) i ocelot argentyński (Oncifelis geoffroyi). W faunie parku zidentyfikowano 128 gatunków wodnych chrząszczy (Coleoptera) z 44 rodzajów i 7 rodzin; najliczniej reprezentowane były pływakowate (Dytiscidae, 41 gatunków), kałużnicowate (Hydrophilidae, 38 gatunków) i Noteridae (27 gatunków). 

### Awifauna
Od 2008 roku BirdLife International uznaje park za ostoję ptaków IBA. Na jego terenie odnotowano 294 gatunki ptaków. BirdLife International wymienia 9, których obecność zaważyła na uznaniu parku za ostoję. Wśród nich jest jeden zagrożony, ziarnojadek bagienny (Sporophila palustris; pojawia się przelotem) i dwa narażone: figlarz flagosterny (Alectrurus risora) oraz mniszek blady (Xolmis dominicanus). Do pozostałych należą gatunki narażone na wyginięcie: nandu szare (Rhea americana), lelkowiec sierposkrzydły (Hydropsalis anomala), murawnik brodaty (Polystictus pectoralis), ziarnojadek moczarowy (S. ruficollis) i rdzaworzytny (S. hypochroma).